# 요시미츠
요시미츠(일본어: 吉光)는 일본의 대전 격투 게임 철권 시리즈의 캐릭터이다.

## 프로필
- 신장 : 178 cm
- 몸무게 : 73 kg
- 혈액형 : 불명
- 성별 : 남자
- 국적 :  일본→무국적
- 출연 작품 : 1~7
- 성우 : 카를 뵘(철권 1 ~ 철권 태그 토너먼트) → 시영준(철권 4 ~ 철권 8, 스트리트 파이터 X 철권) → 시모야마 요시미츠(실사 영화 더빙판) 오오카와 토오루(드라마 CD)

## 캐릭터 이야기
만당의 두목으로 정의구현을 위해 싸우는 사람이었고 왼팔을 잃자 보스코노비치 박사의 도움으로 의수를 착용하고 박사를 구출해 준다. 이후 3에서는 보스코노비치 박사의 딸 알리사 보스코노비치를 치료하기 위해 출전하나 오우거의 피를 얻었음에도 실험용 쥐가 받자마자 폭주해 버려서 실패한다. 철권 4 때는 다시 권선징악을 위해 힘쓴다. 마침 미시마 헤이하치가 재단을 걸고 철권 대회를 연다는 소식을 들은 요시미츠는 철권 4 대회에 출전한다. 그러나 우승에 실패하자 미시마 재단의 금고를 터는 작전을 수행 중 브라이언을 발견하여 보스코노비치 박사의 명령을 듣고 그를 구한다. 그러나 브라이언은 감사는커녕 오히려 만당의 당원들을 모두 죽여버렸다. 이에 분노한 요시미츠는 브라이언이 철권 5에 출전한다는 소식을 듣고 철권 5에 출전한다. 과거 요도 요시미츠를 노리던 쿠니미츠와 싸워 이긴 적이 있고 레이븐에게 일방적으로 혐오당하고 있다. 동료의 원수를 갚기 위해 브라이언 퓨리를 계속 쫓고 있던 요시미츠는 자신의 요도 요시미츠로부터 뿜어져 나오는 흉악한 기운을 느낀다. 요도 요시미츠는 말 그대로 요도, 항상 피를 갈망하는 칼이였다. 이대로 요도를 이렇게 뒀다간 요도를 잃어버릴지도 모른다는 요시미츠는 봉마도를 손에 넣고 악의 무리가 있는 철권 6에 참가한다. 그래서 철권 6부턴 검을 두개를 차고 참가한다. 
철권 시리즈에서 이름은 그대로 요시미츠이지만 시리즈마다 모습이 다르다. 군인인 브라이언 퓨리가 사망하자 그 시체를 보스코노비치 박사에게 가져와서 인조인간으로 개조시켜줬으나 깨어난 브라이언 퓨리에게 공격당했다. 이 때문에 브라이언 퓨리와는 원수지간이다.